# Бальдассаре Лонґена
Бальдассаре Лонґена (італ. Baldassarre Longhena; 1596 або 1597, Венеція — 18 лютого 1682, Венеція) — італійський архітектор і скульптор Венеційської республіки, один із найвідоміших представників венеціанської архітектури епохи бароко.

## Біографія
Народився у Венеції, старший син каменяра (можливо, також архітектора) Мелхиседека Лонґени та його дружини Джакоміни (обидва з Бреши), Лонґена навчався у архітектора Вінченцо Скамоцці, учня та послідовника Андреа Палладіо. Після смерті Скамоцці у 1640 році завершив будівництво Нових Прокурацій на південній стороні площі Сан-Марко.
Вивчення творчості Андреа Палладіо та Себастьяно Серліо, а також покровительство знатної родини Контаріні сприяли його художньому освітленню та службовій кар'єрі. З 1640 по 1682 роки Лонґена працював на посаді державного архітектора Венеції (architetto di Stato di Venezia); до його «бюрократичної» діяльності входила підготовка листів, ведення будівельної документації та фінансового обліку. Його архітектурна діяльність збігалася у часі з творчістю трьох його великих сучасників у Римі: Лоренцо Берніні, Франческо Борроміні та П'єтро да Кортона.

## Архітектурний доробок
У свої двадцять з невеликим років він прославився реконструкцією палацу Маліп'єро на Гранд-каналі (1621—1622) та радикальною перебудовою Палаццо Джустініан-Лолін, також в районі Сан-Марко на Гранд-каналі (1623).
Найбільший вплив на індивідуальний стиль Лонґени справили два видатних майстра італійського чінквеченто (XVI століття): Якопо Сансовіно та Андреа Палладіо. Повністю заглибившись у естетику бароко свого часу, архітектор зумів зберегти специфіку венеційської архітектурної школи, надати своїм спорудам необхідної пишності та світлотіневих ефектів, які можна знайти, насамперед, у його беззаперечному шедеврі — базиліці Санта-Марія-делла-Салуте (1631—1681). Цей храм є однією з найвідоміших визначних пам'яток міста. Головний вхід, створений за зразком римської триумфальної арки, пізніше відтворювали багато архітекторів Венеції.
Лонґена проектував і інші церкви у місті, зокрема Кьєза-дель-Оспедалетто та Санта-Марія-ді-Назарет, або Церква Скальці, побудовані між 1660 та 1689 роками, хоча фасад останньої церкви був перебудований Джузеппе Сарді Венеційцем (1624—1699). Він також проектував Палаццо Беллоні-Баттаджа з видом на Гранд-канал.
Одним з найбільших проектів Лонґени був собор Санта-Марія-Ассунта в Кіоджі, виконаний між 1624 та 1647 роками. Після завершення будівництва собору він проектував ще два інших палацу на Великому каналі Венеції: Ка-Реццоніко (1649) та Ка-Пезаро (1659), обидва завершені після його смерті.
Між 1641 та 1680 роками Бальдассаре Лонґена створив нову бібліотеку, парадний сходи, фасад монастиря, будівлю послушника, кімнату для хворих та кімнати для гостей монастиря Сан-Джорджо-Маджоре на однойменному острові.
Учнями, а згодом співробітниками та послідовниками Лонґени були Джузеппе Сарді «венеціанець», Бернардо Фальконі з Біссоне, Антоніо Гаспарі та Петер Штрудель з Трентіно-Альто-Адідже.
Лонґена вніс у палладіанську архітектуру власне світосприйняття та незвичні композиційні прийоми, порушуючи канонічну симетрію споруд Палладіо та Скамоцці. Зокрема, Б. Митрович у своїй книзі про архітектуру епохи Відродження писав: «Скамоцці… коригував колону головного портика так, щоб краї бічних колон були видно з круглого зала всередині… Бальдассаре Лонґена використовував аналогічну систему неортогональних вісів у Санта-Марія-делла-Салуте у Венеції. Як і в разі з Палладіо, невідомо, чи намагався Лонґена сформувати такі зорові осі, чи вони є побічним продуктом його складної геометрії».

## Галерея

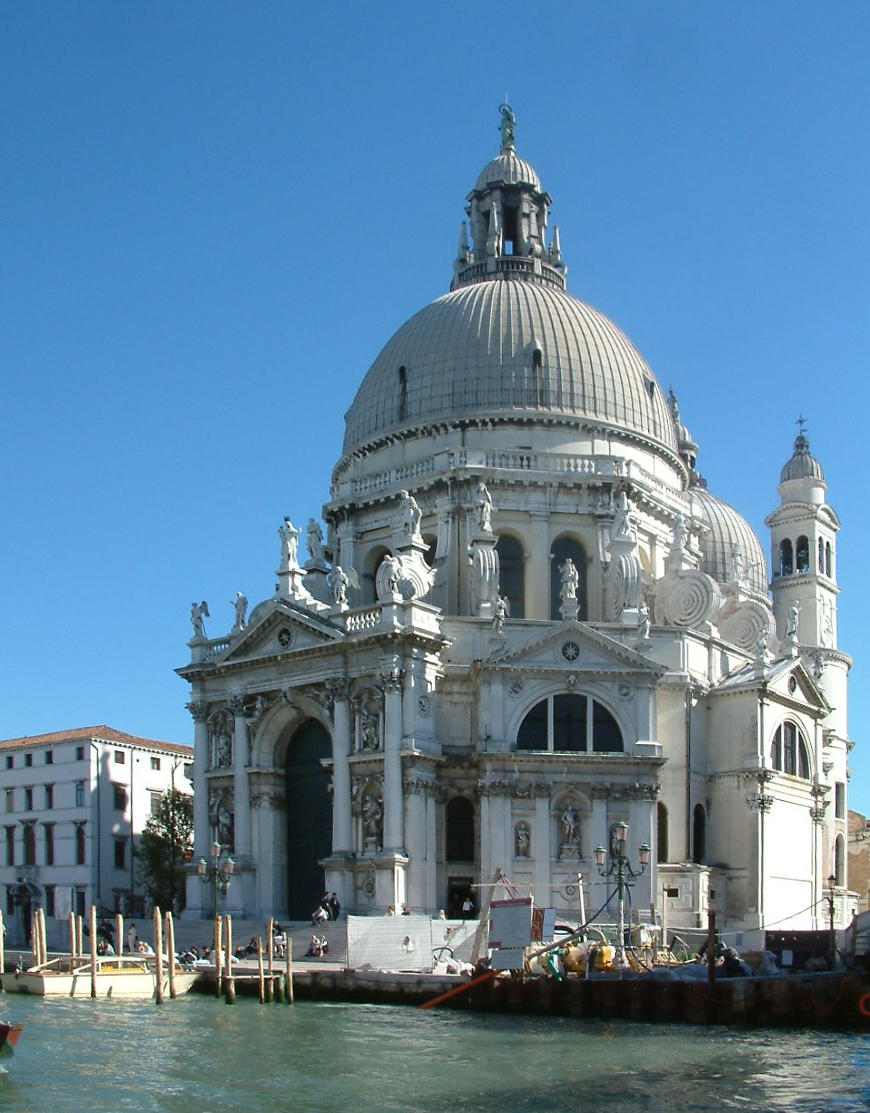
Базиліка Санта-Марія-делла-Салюте. 1631—1687
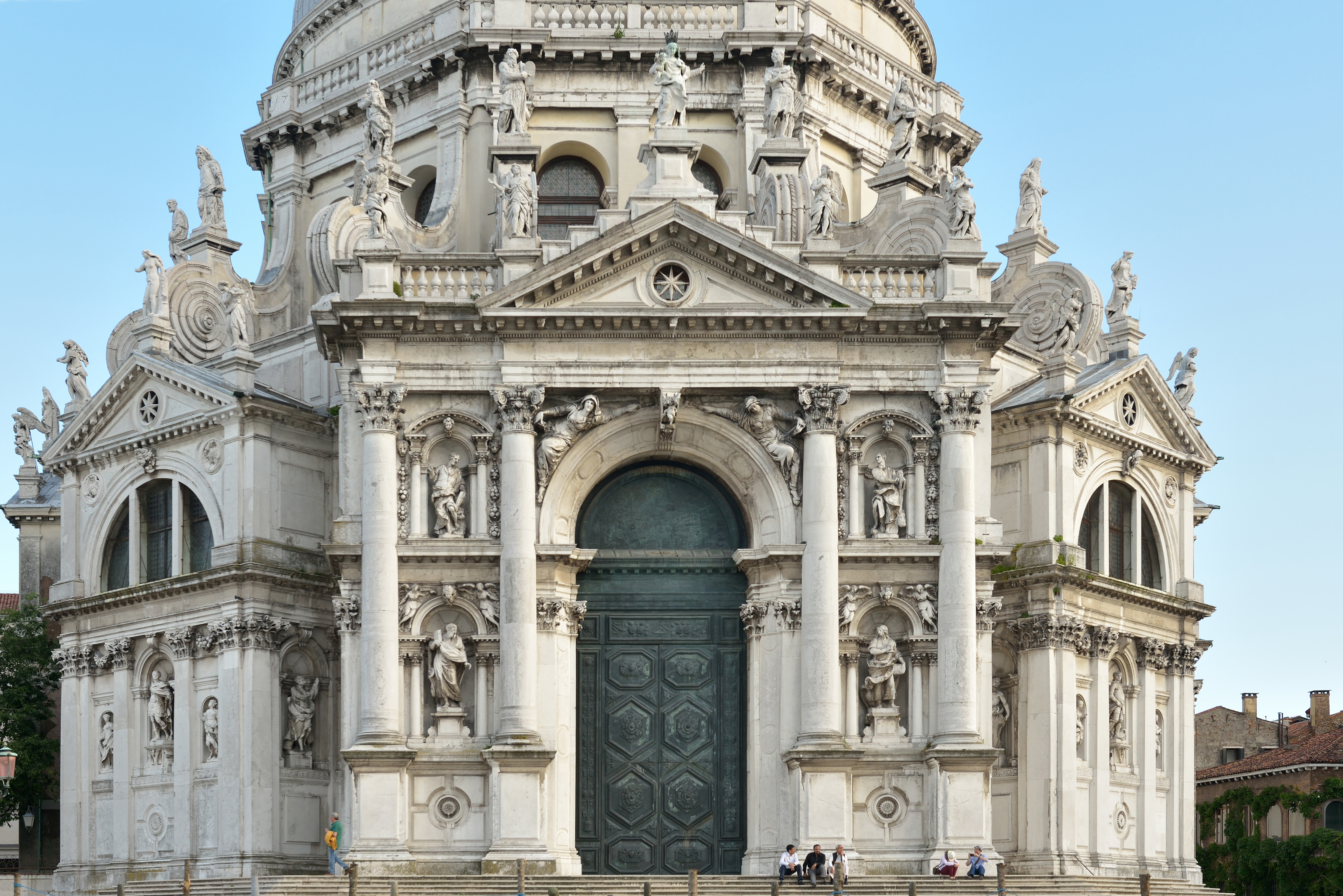
Базиліка Санта-Марія-делла-Салюте. Центральний портал
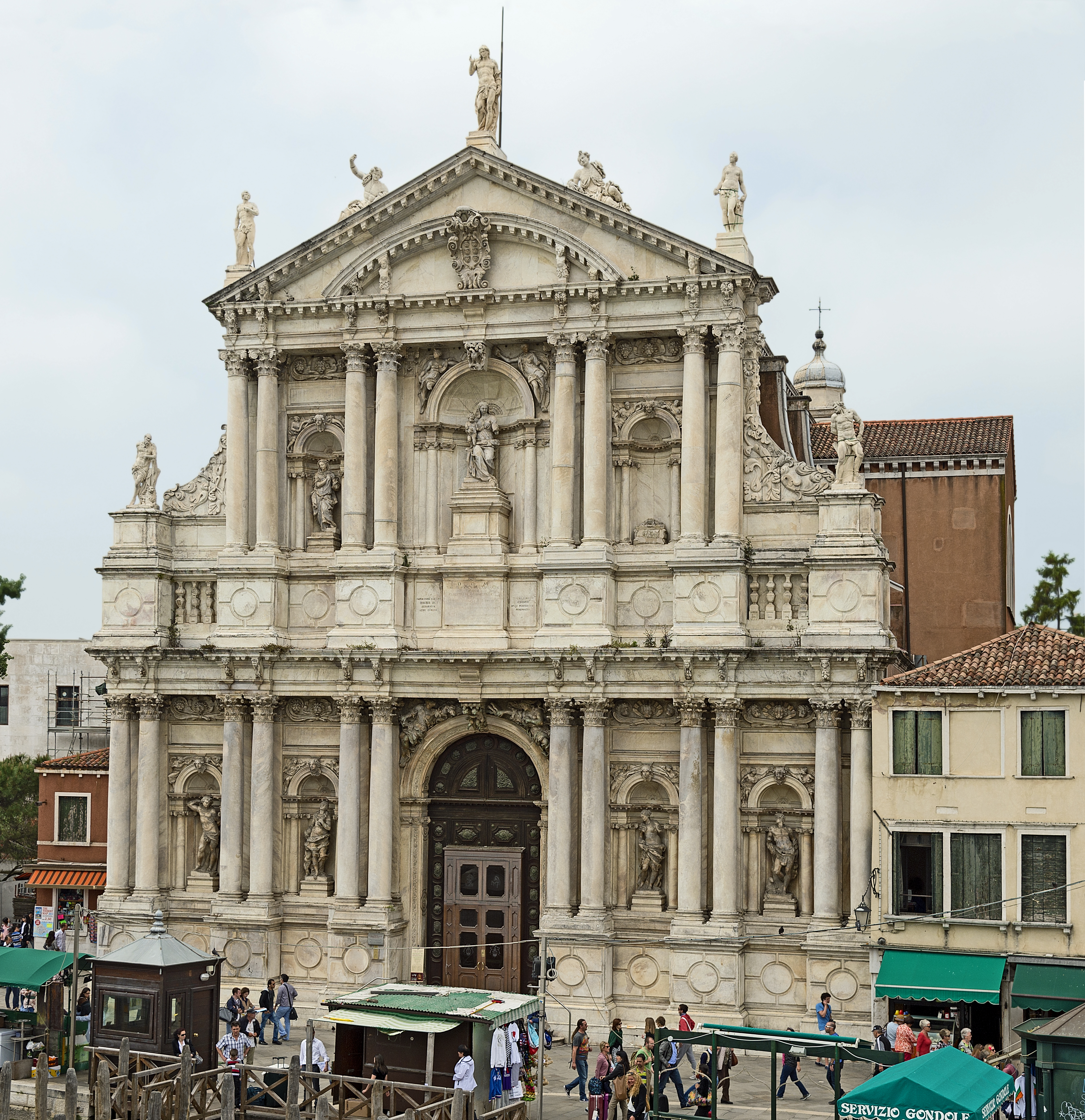
Церква Скальці. 1660—1689 (фасад перебудований «Джузеппе Сарді Венецианцем» в 1672 році)
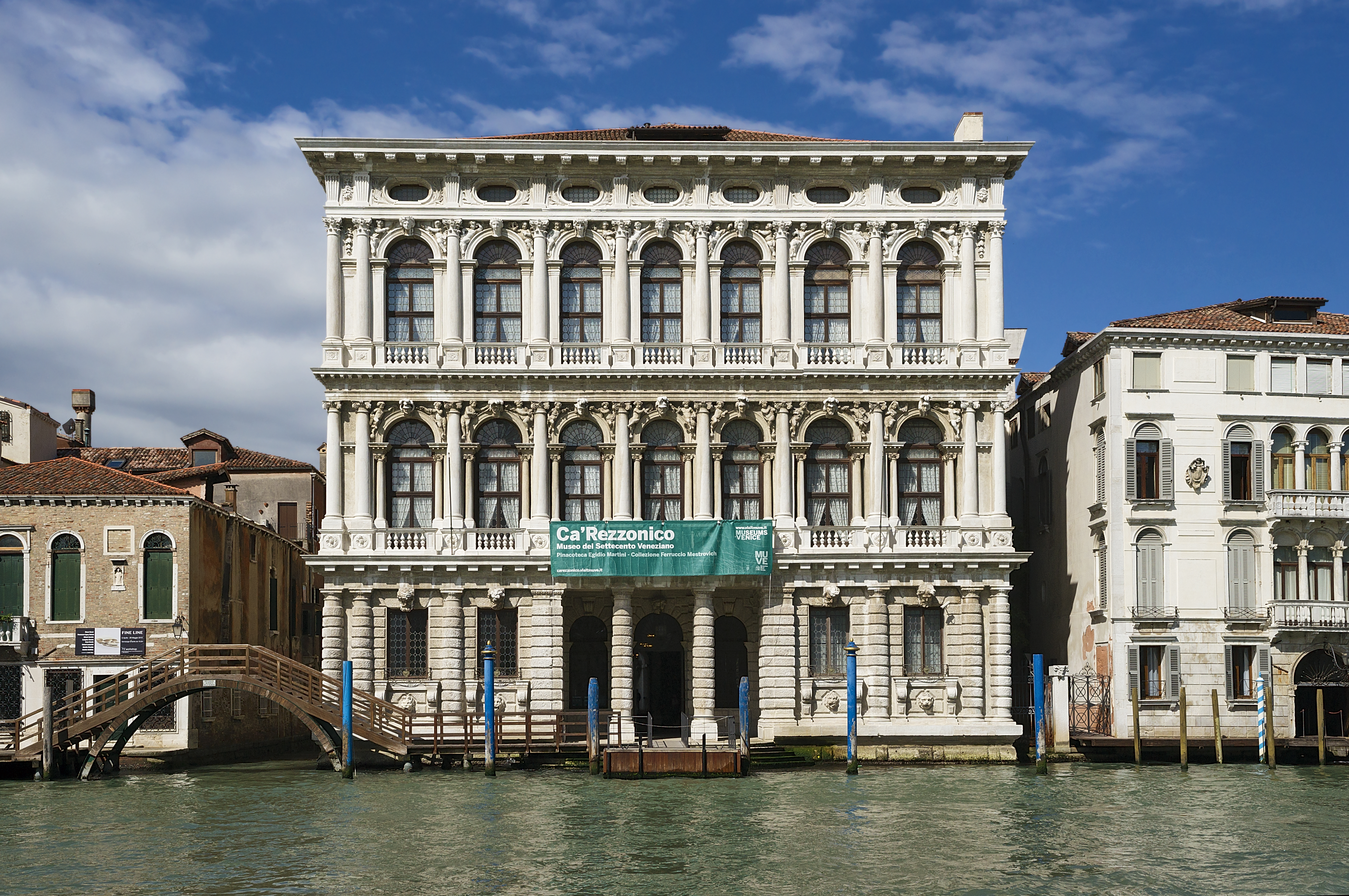
Ка-Реццоніко. 1649—1682
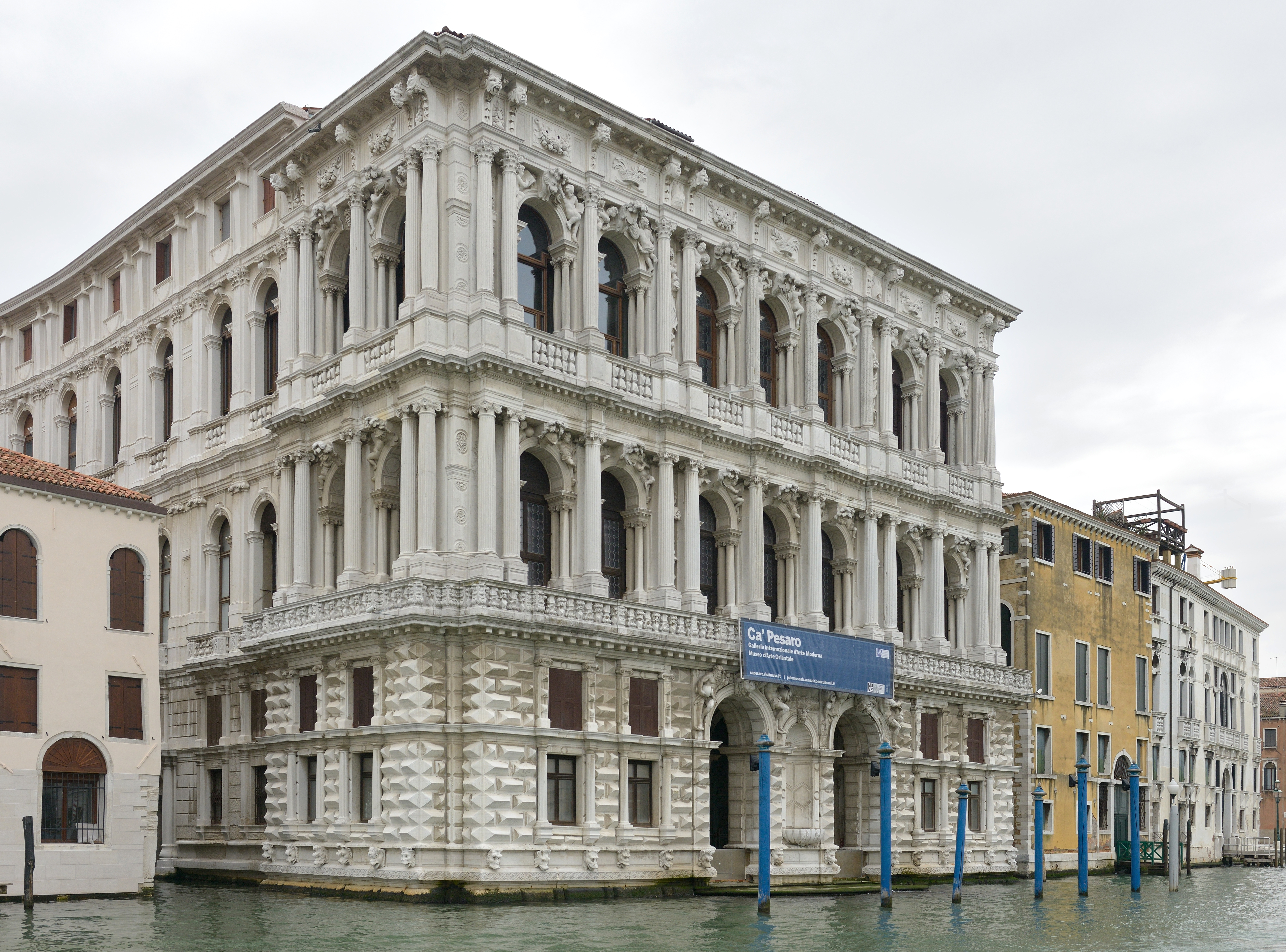
Ка-Пезаро. 1659
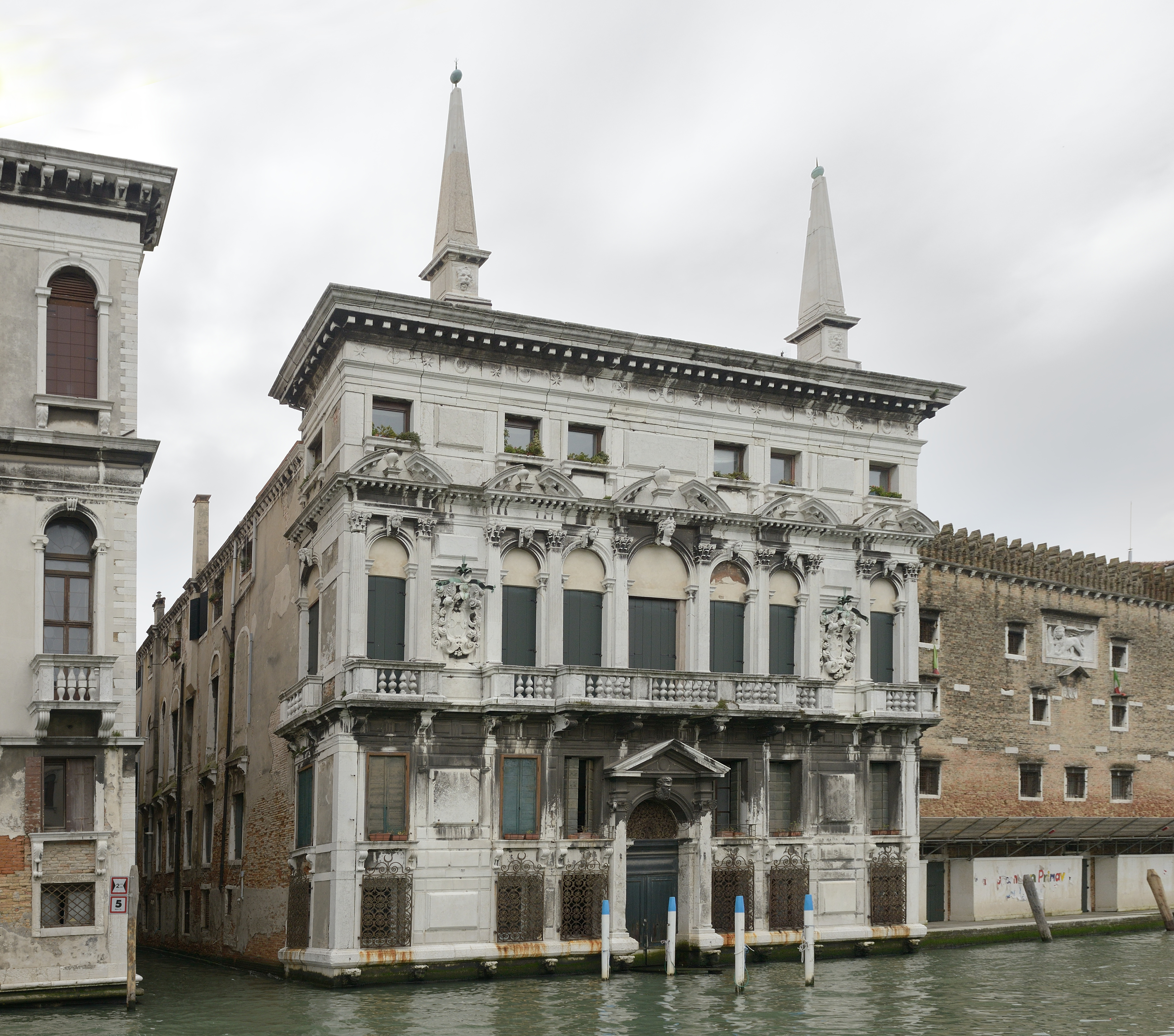
Палаццо Беллоні-Баттаджа
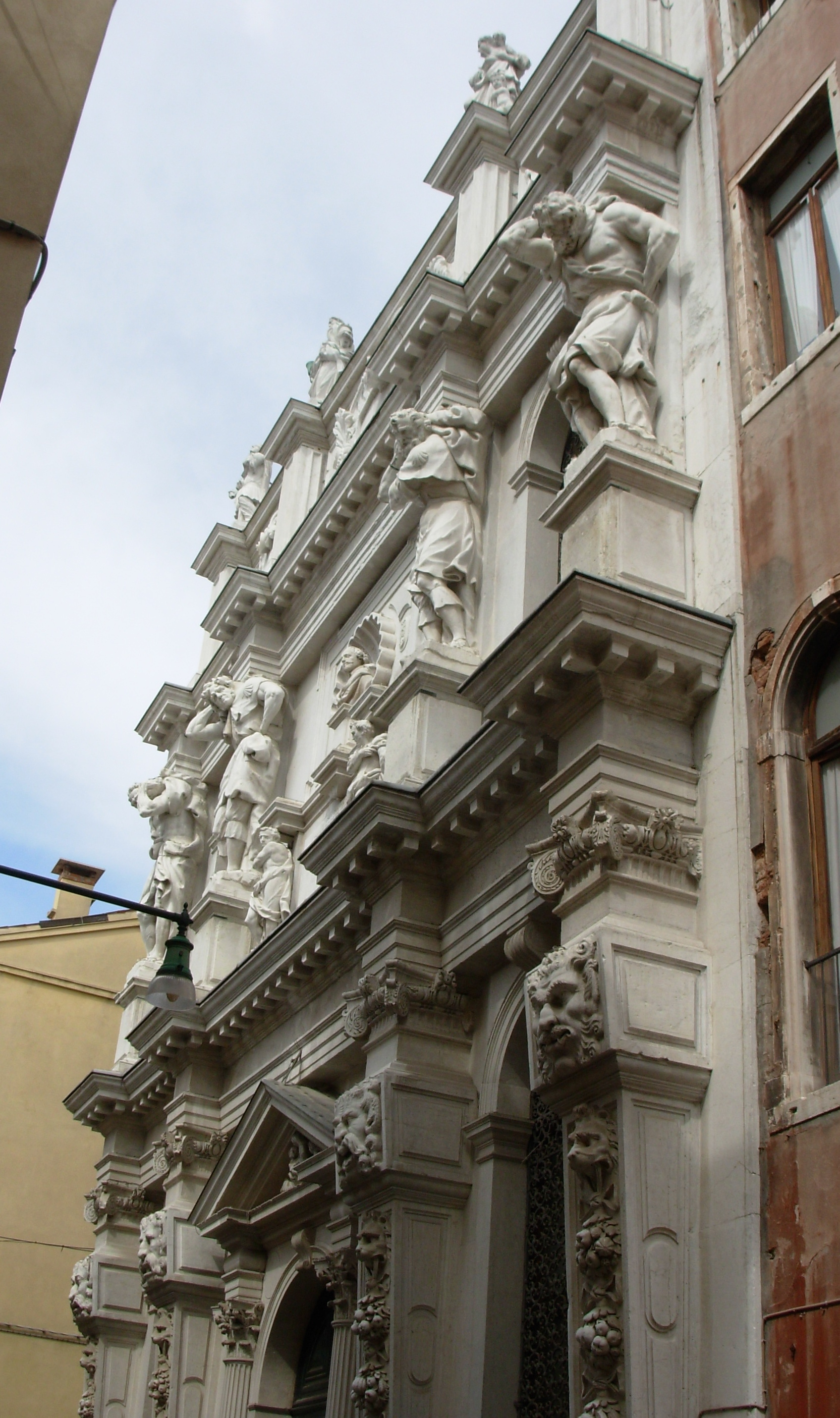
Кьєза-дель-Оспедалетто. Деталь фасаду
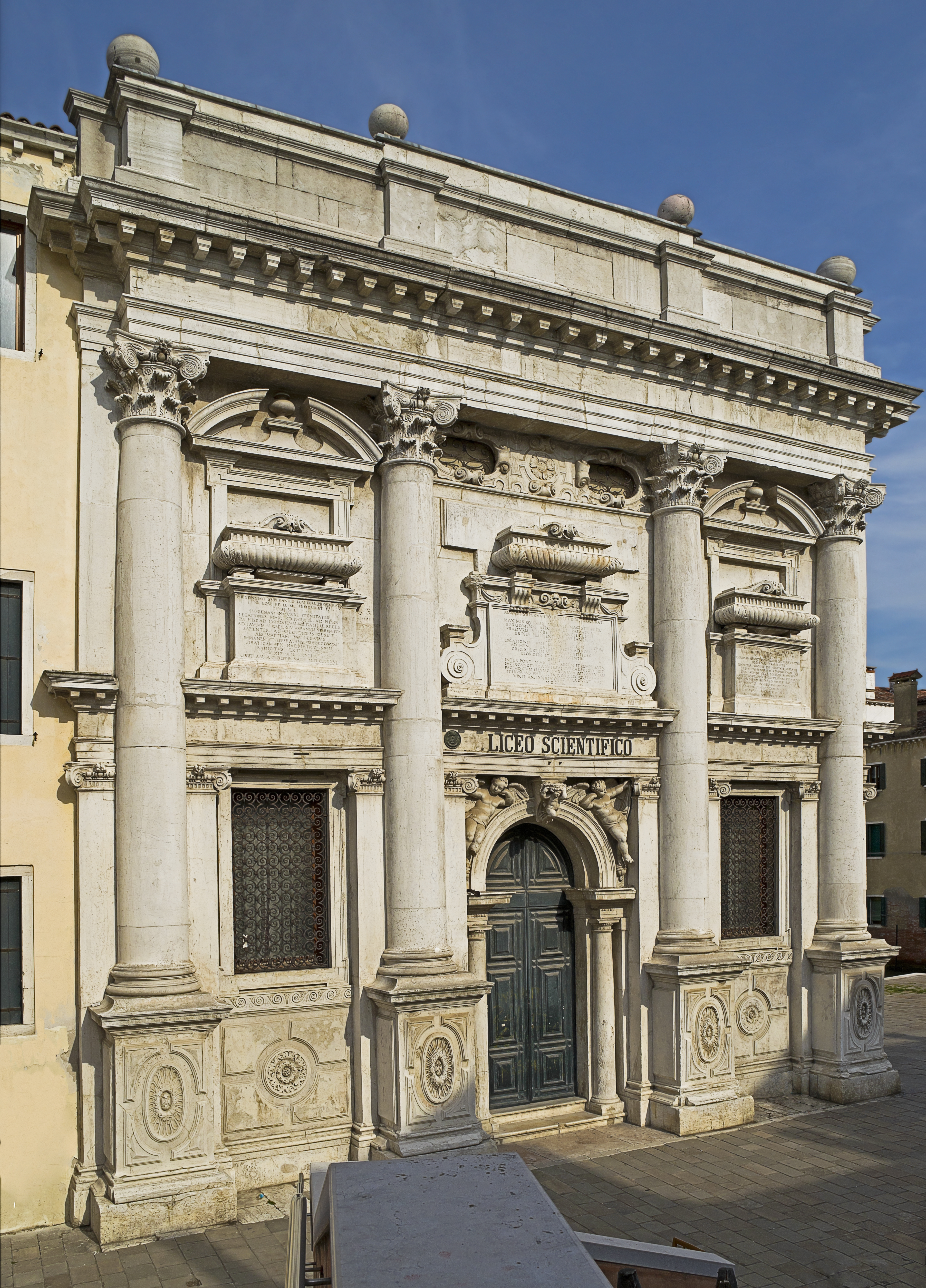
Церква Санта-Джустина. Фасад. 1640

## Основні споруди
- Церква Санта-Марія-делла-Салуте, 1631—1687
- Фасад церкви Санта-Джустина, 1640
- Коледжо Греко, 1648
- Капелла в церкві Сан-Пьетро ді Кастелло
- Церква Скальці, 1660—1689
- Грецька Школа Флангініса, 1662—1664
- Фасад церкви Сан-Сальвадор, 1663
- Ка-Пезаро (1679), Проект 1659
- Будівля Патріаршої семінарії, 1670
- Кьєза-дель-Оспедалетто.
- Ка-Реццоніко, 1649—1682
- Палаццо Беллоні-Баттаджа
- Палаццо-да-Лецце
- Фасад палаццо Капелло-Маліп'єро
- Палаццо Базадонна-Сан-Тровазо
- Палаццо Джустиніан-Лолін, 1624
- Палаццо Марчелло-Піндемонте
- Палаццо Відманн
- Палаццо Дзено, часткова реконструкція
- Палаццо Ериццо